# William J. Harris
William J. Harris (Cedartown, 1868. február 3. – Washington, 1932. április 18.) az Amerikai Egyesült Államok szenátora (Georgia, 1919–1932).